# Kabinett Mota Pinto
Als Kabinett Mota Pinto wird die vierte verfassungsgemäße portugiesische Regierung nach der Nelkenrevolution 1974 unter Premierminister Carlos Mota Pinto bezeichnet, in Portugal heißt die Regierung auch IV Governo Constitucional de Portugal, zu deutsch „IV. verfassungsgemäße Regierung von Portugal“.
Die zuvor kurzzeitig an der Macht stehenden Regierung unter Nobre da Costa konnte für das von ihr aufgestellte Regierungsprogramm in der Assembleia da República keine Mehrheit finden, sodass ein Weiterregieren nicht möglich war. Aufgrund dessen suchte Staatspräsident António Ramalho Eanes einen neuen Kandidaten als portugiesischen Premierminister. Nach einer kurzen Suche nominierte Eanes den Juristen Carlos Mota Pinto, der bereits in der ersten Regierung unter Soares das Amt des Handelsministers innehatte und einer der Gründer der portugiesischen Sozialdemokraten war. Dieser bildete nun, als portugiesischer Sozialdemokrat grundsätzlich konservativ geprägt, eine ebenso eher konservative Regierung, die offiziell am 29. August 1978 im portugiesischen Parlament vereidigt wurde.
Der in den folgenden Monaten von Mota Pinto ausgeübte Regierungsstil wurde grundsätzlich als autoritär bezeichnet, was wiederum Kritik sowohl bei den linken Parteien wie den Kommunisten und den Sozialisten hervorrief aber auch bei seiner Partei selbst, den Sozialdemokraten. Erste Probleme traten bereits bei der Verabschiedung des Haushaltsplanes auf, für den Mota Pinto im Parlament keine Mehrheit fand. Nach zwei Misstrauensvoten, beantragt sowohl durch die kommunistische und auch sozialistische Partei, entschloss sich Staatspräsident Eanes die Regierung Mota Pinto zum Juni 1979 zu entlassen. Die Regierung regierte vom 22. November 1978 bis zum 7. Juli 1979, etwa sieben Monate.

## Zusammensetzung
| Amt                                                    | Name                        | Partei |
| ------------------------------------------------------ | --------------------------- | ------ |
| Premierminister                                        | Carlos Mota Pinto           | PSD    |
| Assistent des Premierminister im Range eines Ministers | Álvaro Monjardino           | PSD    |
| Ministerium für auswärtige Angelegenheiten             | João de Freitas Cruz        | k. A.  |
| Ministerium für Verteidigung                           | José Loureiro dos Santos    | k. A.  |
| Ministerium für interne Verwaltung                     | António Gonçalves Ribeiro   | k. A.  |
| Ministerium für Justiz                                 | Eduardo Silva Correia       | k. A.  |
| Ministerium für Finanzen und wirtschaftliche Planung   | Manuel Jacinto Nunes        | k. A.  |
| Ministerium für Landwirtschaft und Fischerei           | Apolinário Vaz Portugal     | k. A.  |
| Ministerium für Industrie und Technologie              | Álvaro Barreto              | PSD    |
| Ministerium für Handel und Tourismus                   | Abel Repolho Correia        | k. A.  |
| Ministerium für Arbeit                                 | Eusébio Marques de Carvalho | k. A.  |
| Ministerium für Bildung und Forschung                  | Luís Valente de Oliveira    | PSD    |
| Ministerium für soziale Angelegenheiten                | Acácio Pereira Magro        | k. A.  |
| Ministerium für Verkehr und Kommunikation              | José Marques da Costa       | k. A.  |
| Ministerium für Wohnen und öffentliche Bauten          | João Almeida Pina           | k. A.  |
| Ministerium für Medien                                 | Daniel Proença de Carvalho  | k. A.  |